# Корнеев, Дмитрий Анатольевич
Дми́трий Анато́льевич Корне́ев (20 августа 1967) — советский и российский футболист, защитник и полузащитник.

## Карьера
В 1984 году провёл 16 матчей (забил 1 гол) за дубль московского «Локомотива» в первенстве дублёров для команд первой лиги. С 1986 по 1987 год играл за команду второй лиги ЦСКА-2, в 27 матчах забил 2 гола. С 1988 по 1989 год также выступал во второй лиге. В составе «Красной Пресни», провёл 45 встреч. В 1989 году также сыграл 3 матча за «Знамя Труда», после чего вернулся в «Красную Пресню», за которую играл в сезоне 1990 года во второй низшей лиге. Команда вышла во вторую буферную лигу и стала называться «Асмарал», а Корнеев в 1991 году играл в том же турнире за образованный дублирующий состав — «Пресню», проведя за это время в общей сложности за основной и дублирующий составы 70 встреч и забив 3 мяча.
В 1992 году перешёл в ровенский «Верес», в составе которого стал победителем Первой лиги, а затем дебютировал в Высшей лиге Украины, где провёл 3 матча в сезоне 1992/93. Всего за «Верес» сыграл 24 встречи в чемпионате и первенстве, и ещё 4 матча провёл в Кубке Украины. В сезоне 1993 года защищал цвета краснодарской «Кубани», принял участие в 20 поединках команды.

## Достижения
- Победитель Первой лиги Украины: 1992